# 膀胱虚
膀胱虚（ぼうこうきょ）とは、漢方医学で言う泌尿器系など全般の機能低下によりおこる症状を言う。

## 概要
漢方医学では六腑のうち膀胱は五行思想で言う水を司る機能を指し、六臓で言えば腎、五官で言えば耳、五体で言えば骨や歯に相当するため膀胱の機能の低下は（西欧医学で言う膀胱の機能障害とは異なる）腹部の膨満などがあらわれるとされる。漢方医学では
対処としては
鍼灸においては五行や東洋医学の治療方針の関係から五行では自経が虚すれば、その母を補うとされており、この場合、水の気である膀胱が虚すれば金の気である母の大腸を補えとされており、膀胱経の至陰穴、大腸経の商陽穴が用いられる。